# Мадаминов, Сайдулла Абдукуддусович
Сайдулла Абдукуддусович Мадаминов (род. 1957) — отставной узбекский полковник, с 2001 по 2003 год занимавший пост командующего Военно-воздушных сил и войск противовоздушной обороны Узбекистана.
После окончания Ейского высшего военного авиационного института (ЕВВАУЛ) отправился в Забайкальский военный округ, где поступил на службу в 23-ю воздушную армию, сначала в Степь, а затем в Джиду.
В 1982 году ему было присвоено звание командира воздушного судна. Позже, в 1983 году, его перевели на аэродром Бранд-Бризен в Восточной Германии в Группу советских войск в Германии. К 1987 году он стал командиром эскадрильи. В 1991 году, после получения второго высшего образования в Военно-воздушной академии имени Гагарина в Монино, был направлен для продолжения советской военной службы в Туркестанский военный округ.
Летом 1991 года он прибыл на авиабазу Карши-Ханабад, где стал начальником штаба и первым заместителем командира 735-го авиационного полка. После распада СССР он был назначен командиром 735-го авиационного полка, который в августе 1995 года был переименован в 60-й авиационный полк новообразовавшихся Военно-воздушных сил и войск противовоздушной обороны Узбекистана.
В середине 90-х годов ВВС Узбекистана были втянуты в гражданскую войну в Таджикистане, где полковник Мадаминов совершил множество вылетов в противодействие исламскому терроризму. В конце 90-х годов он участвовал в военных операциях по нейтрализации боевиков Исламского движения Узбекистана, захвативших ряд горных районов на севере Сурхондарьинской области, а затем совершивших вторжение в Баткенскую и Ошскую области Кыргызстана.
В 1999 году Министерство обороны перевело Сайдуллу Мадаминова в столицу Ташкент, где он был повышен до заместителя командующего ВВС и ПВО Узбекистана.
В 2001 году указом президента Ислама Каримова полковник Сайдулла Мадаминов был назначен командующим ВВС и ПВО Узбекистана. В этой должности он оставался до конца 2003 года. После этого он был переведён на должность старшего военного советника и инспектора Министерства обороны Узбекистана. В августе 2007 года ушёл в отставку.
В 1994 году получил свою первую государственную награду независимого Узбекистана — медаль «Жасорат» («За отвагу») и орден «Шон-Шараф».